# Diaporthe pulla
Diaporthe pulla är en svampart som beskrevs av Nitschke 1870. Diaporthe pulla ingår i släktet Diaporthe och familjen Diaporthaceae.  Arten är reproducerande i Sverige. Inga underarter finns listade i Catalogue of Life.